# Amtsgericht Esens
Das Amtsgericht Esens war ein Gericht der ordentlichen Gerichtsbarkeit in Esens.
Nach der Revolution von 1848 wurde im Königreich Hannover die Rechtsprechung von der Verwaltung getrennt und die Patrimonialgerichtsbarkeit abgeschafft.
Das Amtsgericht wurde daraufhin mit der Verordnung vom 7. August 1852 die Bildung der Amtsgerichte und unteren Verwaltungsbehörden betreffend als königlich hannoversches Amtsgericht gegründet. Es umfasste das Amt Esens außer den Orten Westeraccum und Westeraccumersiehl sowie die Stadt Esens. Das Amtsgericht war dem Obergericht Aurich untergeordnet. Im Jahre 1859 wurde das Amtsgericht Dornum aufgelöst und dessen Gerichtsbezirk dem Amtsgericht Esens zugeschlagen. Mit der Annexion Hannovers durch Preußen wurde es zu einem preußischen Amtsgericht in der Provinz Hannover.
Mit dem Inkrafttreten des deutschen Gerichtsverfassungsgesetzes am 1. Oktober 1879 wurden reichsweit einheitlich Amts-, Land- und Oberlandesgerichte geschaffen. Das Amtsgericht Esens blieb bestehe und war nun dem Landgericht Aurich nachgeordnet.
Sein Gerichtsbezirk umfasste nun aus dem Landkreis Aurich den Stadtbezirk Esens und das Amt Esens. Am Gericht bestand 1880 eine Richterstelle. Das Amtsgericht war damit ein kleines Amtsgericht im Landgerichtsbezirk.
Im Jahre 1972 wurde das Amtsgericht Esens aufgelöst. Der Gerichtsbezirk wurde zunächst dem Amtsgericht Aurich zugeschlagen, 1983 aber dem Amtsgericht Wittmund zugeordnet.